# Michele Rizzi
Michele Claudio Rizzi (* 13. April 1988 in Stuttgart) ist ein italienisch-deutscher Fußballspieler. Er steht seit der Regionalligasaison 2018/19 bei der zweiten Mannschaft des VfL Wolfsburg unter Vertrag.

## Karriere
Rizzi stammt aus der Jugend der Stuttgarter Kickers, für deren U-19 er 2006/07 in der A-Junioren-Bundesliga spielte. Danach wurde er zunächst der zweiten Mannschaft der Kickers zugeteilt, in der er sich einen Stammplatz in der Oberliga Baden-Württemberg erkämpfte. 2009 rückte Rizzi unter Trainer Dirk Schuster in den Kader der ersten Mannschaft auf und spielte fortan in der Regionalliga Süd. Sein Debüt in der ersten Mannschaft gab er am 8. August 2009 beim torlosen Unentschieden gegen die zweite Mannschaft des SC Freiburg. Sein einziges Tor für die Stuttgarter erzielte Rizzi am 15. Mai 2010 beim 3:3 im Spiel gegen den KSV Hessen Kassel. Auf Vorlage von Vincenzo Marchese erzielte er in der 20. Minute die den Treffer zum 2:1.
Zur Saison 2011/12 wechselte Rizzi zum Ligakonkurrenten SG Sonnenhof Großaspach. Sein Debüt für seinen neuen Verein gab er unter Trainer Alexander Zorniger am 7. August 2016 beim 2:0-Sieg gegen den SC Pfullendorf. Sein erstes Pflichtspieltor für Sonnenhof Großaspach erzielte er beim 3:1-Sieg gegen den SC Freiburg II am 25. September 2011 mit dem Treffer zum 1:0. Die Saison 2013/14 schloss er mit der SG Sonnenhof Großaspach in der Regionalliga Südwest als Tabellenerster ab und qualifizierte sich für die Aufstiegsspiele um die 3. Liga. In den Aufstiegsspielen setzten sich Rizzi und seine Teamkollegen gegen die zweite Mannschaft des VfL Wolfsburg durch und stiegen in die dritte Liga auf. Sein Debüt in der 3. Liga gab Rizzi am 27. Juli 2014 beim 2:1-Sieg gegen den SC Fortuna Köln; sein erstes Tor in der 3. Liga erzielte er am 5. August 2014 beim 1:1 im Spiel gegen seinen ehemaligen Verein Stuttgarter Kickers mit dem Treffer zum 1:1 in der 45. Minute.
Zur Saison 2016/17 wechselte Rizzi zu Preußen Münster, wo es ihm als ersten Spieler in der Geschichte der dritten Liga gelang, nach seiner Einwechslung zur zweiten Halbzeit vier Tore zu erzielen.
Im Juni 2018 wechselte er in die Regionalliga Nord zur zweiten Mannschaft des VfL Wolfsburg. Seit dem Sommer 2023 ist er Trainer von Lupo Martini Wolfsburg.

## Privates
Seit 2018 lebt Rizzi in Wolfsburg, wo er seine Frau kennengelernt hat und im Softwarebereich von Volkswagen tätig ist.

## Erfolge
- Meister der Regionalliga Südwest: 2014 (SG Sonnenhof Großaspach)
  - Aufstieg in die 3. Liga: 2014 (SG Sonnenhof Großaspach)
- Meister der Regionalliga Nord: 2019 (VfL Wolfsburg II)